# Autographa ancora
Autographa ancora är en fjärilsart som beskrevs av Freyer 1833. Autographa ancora ingår i släktet Autographa och familjen nattflyn. Inga underarter finns listade i Catalogue of Life.